# Paasopstand
De Paasopstand (Iers: Éirí Amach na Cásca, Engels: Easter Rising) is de Ierse Republikeinse opstand van 24-30 april 1916 en wordt gezien als een van de belangrijkste gebeurtenissen in de geschiedenis van Ierland. Een deel van de Irish Volunteers onder leiding van Pádraig Pearse en het kleinere Irish Citizen Army van James Connolly bezetten sleutelposities in Dublin, waaronder het General Post Office op O'Connell Street.
Op paasmaandag 1916 riep de nieuwe republikeinse regering, onder leiding van Pearse, de Ierse Republiek uit. Dat deed hij in een belangrijk historisch document dat in het Engels the Proclamation wordt genoemd.
Deze opstand markeert een splitsing tussen het Republikeinse en het algemene Ierse nationalisme, dat tot dan toe een belofte van autonomie onder de Britse kroon accepteerde.
Kansloos tegenover 4500 Britse manschappen en meer dan 1000 politieagenten (het aantal Volunteers wordt geschat op 1000, de Irish Citizen Army ongeveer 250) werden de rebellen verslagen: honderden werden gedood of gewond, inclusief buitenstaanders die in het vuurgevecht terechtkwamen, en ongeveer 3000 verdachten werden gearresteerd. Vijftien leiders (inclusief de zeven mannen die de Onafhankelijkheidsverklaring hadden ondertekend) werden geëxecuteerd in de periode van 3 tot en met 12 mei, onder hen de al dodelijk getroffen Connolly, die in een stoel werd omgebracht omdat hij niet meer kon staan.
De Ierse opinie veranderde sterk na deze executies. Voorheen zag men de rebellen als onverantwoordelijke avonturiers die het nationalisme konden schaden. De vrijgelaten arrestanten reorganiseerden het Republikeinse leger, en het nationalistische sentiment komt steeds verder achter de Sinn Féin partij te liggen. Sinn Féin had, ironisch genoeg, zelf niets te maken met de Opstand maar de pers noemde het een Sinn Féin-opstand. Hoewel feitelijk onterecht stroomden nieuwe leden toe en de beweging werd een jaar later, in 1917, overgenomen door de radicale nationalisten. Zo was het mogelijk dat in 1921 de Ierse Vrijstaat werd uitgeroepen door Éamon de Valera. De Ierse Republiek is pas veel later na de Tweede Wereldoorlog uitgeroepen.
De verkiezingen voor het Britse parlement in december 1918 resulteerden in een grote overwinning voor Sinn Féin in Ierland. De meeste parlementsleden kwamen samen in Dublin op 21 januari 1919 om opnieuw de Ierse Republiek uit te roepen, met als president Éamon de Valera. Hij was de commandant van de Volunteers' 3e Bataljon, maar was niet geëxecuteerd omdat hij in de Verenigde Staten geboren was en het Verenigd Koninkrijk hoopte op Amerikaanse hulp in de Eerste Wereldoorlog.
De Paasopstand wordt over het algemeen gezien als verloren vanaf het begin, en dit zal ook zo zijn ingeschat door de leiders. Critici zien elementen van een 'bloedoffer' zoals ook beschreven in de wat romantische teksten van Pearse.
In 2006 is, voor het eerst sinds het begin van de burgeroorlog in Ulster, de Paasopstand herdacht onder andere met een militaire parade.